# روبرت هابک
روبرت هابِک (به آلمانی: Robert Habeck; تلفظ آلمانی: [ˈro:bɛrt ˈha:bɛk] ()؛ متولد ۲ سپتامبر ۱۹۶۹) سیاستمدار و نویسنده آلمانی است که از سال ۲۰۲۱ به عنوان معاون صدراعظم آلمان، وزیر فدرال در امور اقتصادی و اقدام اقلیمی و به عنوان نماینده بوندستاگ آلمان از فلنسبورگ - شلسویگ فعالیت می‌کند. از سال ۲۰۱۸ تا ۲۰۲۲، او همچنین در کنار آنالنا بربوک به عنوان یکی از رهبران اتحاد 90/سبزها فعالیت کرد.
برای انتخابات فدرال در سال ۲۰۲۱، او در کنار آنالنا بربوک، برای صدراعظمی نامزد شد و هم اکنون وزیر اقتصاد آلمان است.